# Thüringer Landtag (1946–1952)
Der Thüringer Landtag war das Landesparlament des Landes Thüringen in der SBZ und DDR von 1946 bis zur Auflösung der Länder 1952. Nach der Wende wurde das Land Thüringen wiedererrichtet und der Thüringer Landtag neu gewählt.

## Vorgeschichte
Um den Wiederaufbau der staatlichen Ordnung nach dem Zweiten Weltkrieg in den Ländern der Sowjetischen Besatzungszone im Sinne eines Aufbaus des Sozialismus zu ermöglichen, wurde am 13. Juni 1946 in Thüringen durch die Sowjetische Militäradministration in Deutschland (SMAD) die Beratende Landesversammlung einberufen.
Gemäß dem Potsdamer Abkommen vom 2. August 1945 wurde diese Beratende Versammlung 1946 durch gewählte Parlamente ersetzt.
Ein Zitat der Schriftstellerin und Historikerin Ricarda Huch aus ihrer Zeit als Alterspräsidentin der Beratenden Landesversammlung Thüringen schmückt heute das Parlament in Erfurt: Wer den Thüringer Landtag durch den ursprünglichen Eingang an der Arnstädter Straße betritt, trifft im Foyer auf ihre Worte vom 12. Juni 1946, die wie eine Widmung wirken: „Es sei dem Lande Thüringen beschieden, dass niemals mehr im wechselnden Geschehen ihm diese Sterne untergehen: Das Recht, die Freiheit und der Frieden.“

## Erste Wahlperiode
Die Wahl zum ersten Thüringer Landtag fand am 20. Oktober 1946 im Rahmen der Landtagswahlen in der SBZ 1946 statt, am 21. November 1946 die konstituierende Sitzung des neuen Thüringer Landtags im Saal des Hotels Elephant in Weimar. Der Landtag beschloss die Verfassung des Landes Thüringen vom 20. Dezember 1946, in der im Abschnitt B Regelungen über den Landtag enthalten waren.
In der konstituierenden Sitzung der 100 Abgeordneten am 21. November 1946 wurde das Präsidium gewählt:
- Präsident: August Frölich (SED)
- 1. Vizepräsident: Alphons Gaertner (LDP), ab Juli 1948: Otto Möller (LDP), ab September 1949: Hans Meier (LDP)
- 2. Vizepräsident: Walter Rücker (CDU)
- 3. Vizepräsident: Werner Eggerath (SED), ab März 1947 zusätzlich: Friedrich Heilmann (SED)
- Schriftführer: Lydia Poser (SED)
- Schriftführer: Walter König (LDP)
- Schriftführerin: Paula Rabetge (VdgB), ab Oktober 1948: Georg Lotz (VdgB)[4]

Neben den insgesamt 73 Plenarsitzungen erfolgte die Arbeit in den Ausschüssen:
| Ausschuss                             | Vorsitzender                                                                                      |
| ------------------------------------- | ------------------------------------------------------------------------------------------------- |
| Ältestenrat (= Ständiger Ausschuss)   | August Frölich (SED)                                                                              |
| Geschäftsordnungsausschuss            | Richard Eyermann (SED)                                                                            |
| Wirtschaft, Handel und Versorgung     | Heinz Baumeister (SED), ab Oktober 1948: August Kunze (SED)                                       |
| Gemeinde- und Kreisangelegenheiten    | Karl Hermann (SED), ab Mai 1947: Richard Eyermann (SED), ab November 1949: Paul Richter (SED)     |
| Finanz- und Haushalt                  | August Kunze (SED), ab August 1947: Friedrich Heilmann (SED)                                      |
| Recht                                 | Karl Hermann (SED)                                                                                |
| Jugend                                | Ernst Horn (SED)                                                                                  |
| Landwirtschaft                        | Karl Hamann (LDP), ab Januar 1949: Alfred Giese (SED)                                             |
| Verkehr                               | Artur Steinmann (LDP), ab Januar 1949: Curt-Christian Elster (LDP)                                |
| Kultur und Volksbildung               | Friedrich Schneider (LDP)                                                                         |
| Arbeit, Gesundheit und Sozialfürsorge | Hugo Dornhofer (CDU), ab November 1947: Kurt Döbler (CDU)                                         |
| Umsiedler und Neuaufbau               | Karl Magen (CDU), ab März 1947: Gertrud Voigt (CDU)                                               |
| Gesuchsausschuss                      | Gertrud Wronka (CDU), ab Mai 1948: Otto Brötling (CDU), ab September 1948: Maria von Coelln (CDU) |
| Strafvollzug                          | Fritz Barth (SED)                                                                                 |

Die Fraktionsvorsitzenden waren:
- Richard Eyermann (SED)
- Karl Magen (CDU), ab Juni 1948: Johannes Mebus
- Hermann Becker (LDP), ab Juli 1948: Georg Schneider

Die Arbeit des Parlamentes fand weiterhin unter Besatzungsbedingungen statt. Beschlüsse des Parlamentes erfolgten vorbehaltlich der Zustimmung des SMAD. 1947 wurden von der SMAD 11, 1948 38 Anträge der Fraktionen untersagt. Diese Eingriffe trafen die bürgerlichen Parteien, während die Arbeit der SED eng abgestimmt mit der SMAD erfolgte.
Ebenfalls unter Kontrolle der SMAD fanden die Fraktionssitzungen statt, an denen immer ein SMAD-Vertreter teilnahm. Eine freie Diskussion erfolgte unter diesen Umständen nicht.

## Zweite Wahlperiode
Die Wahl zum zweiten Thüringer Landtag fand am 15. Oktober 1950 im Rahmen der Landtagswahlen in der DDR 1950 statt. Es handelte sich nicht um freie Wahlen. Die Abgeordneten wurden anhand einer Einheitsliste der Nationalen Front bestimmt. Die bereits vorher feststehenden Wahlergebnisse sind im Wahlartikel dargestellt.
In der konstituierenden Sitzung der 100 Abgeordneten am 3. November 1950 wurde das Präsidium gewählt:
- Präsident: August Frölich (SED)
- Vizepräsident: August Bach, (CDU)
- Vizepräsident: Paul Erich Blank (LDP), ab September 1951: Margarete Arnhold (LDP)
- Vizepräsident: Egbert von Frankenberg und Proschlitz (NDPD), ab September 1951: Hans Luthardt (NDPD)
- Vizepräsident: Wilhelm Schröder (DBD)
- Vizepräsident: Paul Wojtkowski (FDGB, SED)
- Beisitzer: Lilian Löblich (FDJ)
- Beisitzer: Irmgard Thomas (DFD, SED), ab Juli 1951: Karl Tümmler (KB, SED)

Neben den insgesamt 16 Plenarsitzungen erfolgte die Arbeit in den Ausschüssen:
| Ausschuss                              | Vorsitzender                  |
| -------------------------------------- | ----------------------------- |
| Ältestenrat (= Ständiger Ausschuss)    | August Frölich (SED)          |
| Geschäftsordnungsausschuss             | Heinz-Herbert Förster (NDPD)  |
| Recht                                  | Friedrich Heilmann (SED)      |
| Wirtschaft, Versorgung und Sozialwesen | Paul Wojtkowski (FDGB, SED)   |
| Gemeinde- und Kreisangelegenheiten     | Adolf Handschuhmacher (LDP)   |
| Finanz- und Haushalt                   | Friedrich Wachtel (CDU)       |
| Landwirtschaft                         | Kurt Werner (DBD)             |
| Volksbildung und Kultur                | Karl Tümmler (KB, SED)        |
| Jugend                                 | Günther Münch (FDJ, VVN)      |
| Eingaben                               | Irmgard Thomas (DFD, KG, SED) |
| Strafvollzug                           | Günther Heymann (FDJ, VVN)    |

Die Fraktionsvorsitzenden waren:
- Richard Eyermann (SED)
- Werner Gast (CDU)
- Kurt Picht (LDP)
- Ernst-Herbert Förster (NDPD)
- Herbert Hoffmann (DBD)
- Günther Heinß (FDGB)
- Günther Heymann (FDJ)
- Fritz Singer (VdgB)
- Lucie Neupert (DFD/KG)

## Auflösung
Bereits 1949 gaben die Institutionen des Landes mit der Gründung der DDR weitgehend ihre Funktionen an den Zentralstaat ab.
Die Verfassung der Deutschen Demokratischen Republik von 1949 gab den Ländern deutlich weniger Befugnisse als es in der Bundesrepublik der Fall war. Angestrebt (und dann mit der Abschaffung der Länder auch umgesetzt) war ein Zentralstaat. Das Verhältnis der Republik (= DDR) zu den Ländern war in Abschnitt VI der Verfassung geregelt.
Artikel 111 regelte das unbeschränkte Recht der Republik, auf allen Sachgebieten einheitliche Gesetze zu erlassen. Lediglich wenn keine zentralstaatliche Regelung bestand, hatten die Länder das Recht der Gesetzgebung. Damit war den Landtagen die Kernkompetenz eines Parlamentes, nämlich die Gesetzgebung, zum wesentlichen Teil entzogen.
Dieses Primat des Zentralstaates setzte sich auch auf Ebene der Landesregierungen fort.
Artikel 116 gab der DDR-Regierung die Aufsicht über die Verwaltung in allen Angelegenheiten, in denen der Republik das Recht der Gesetzgebung zustand. Sofern die Gesetze der Republik nicht durch Verwaltungen der Republik ausgeführt werden, durfte die Regierung der DDR allgemeine Anweisungen für die Landesregierungen und Behörden erlassen. Um die Vorgaben der Zentralregierung durchzusetzen, durfte sie Beauftragte zu den ausführenden Verwaltungen entsenden.
1952 wurde das Land Thüringen im Rahmen der Verwaltungsreform in der DDR gänzlich aufgelöst und in die drei Bezirke Erfurt, Gera und Suhl aufgeteilt. An dieser Auflösung war der Landtag nicht beteiligt. Seine verbliebenen Aufgaben gingen auf die Bezirkstage über.

## Dokumente
- Thüringer Landtag: Drucksachen Abteilung I, Drucksachen Abteilung II, Stenographische Berichte und Handbuch (Digitalisate der ThULB Jena).